# 9 av. J.-C.
Cette page concerne l'année 9 av. J.-C. du calendrier julien.

## Événements

### Europe
- 30 janvier : dédicace de l'autel de la Paix Auguste à Rome[1].
- Guerre de Germanie : Drusus vainc les Marcomans sur le Danube qui gagnent la Bohême sous la conduite de leur roi Marbod[2]. Ils en chassent les Boïens et laissent un vide au nord de la Bavière, vite comblé par les Hermundures. Les Quades, alors établis entre les cours du Main et le Neckar, vaincus par Drusus, se déplacent vers le sud de la Slovaquie.
- Drusus atteint l’Elbe[3] dans la région de Magdebourg.
- 11 juillet : Drusus meurt à son retour des suites d’une chute de cheval[4]. Son frère Tibère et L. Domitius Ahenobarbus parviennent à leur tour, par le sud, à gagner l’Elbe (entre 9 et 3 av. J.-C.)[3]. En annexant la Germanie et la Bohême, Auguste cherche à porter la frontière de l’empire à l’Elbe, plus courte et plus facile à défendre que celle des cours supérieurs du Rhin et du Danube.
- Tibère organise la province d'Illyrie[5].
- Début du règne d'Arétas IV, roi de Nabatène (9 av. J.-C.-40 apr. J.-C.). Apogée du royaume Nabatéen[6].

## Décès
- 11 juillet : Nero Claudius Drusus, héritier d'Auguste (meurt des suites d'une chute de cheval).